# Арбатская, Ольга Игоревна
Ольга Игоревна Арбатская (родилась 1 апреля 1997 года в Санкт-Петербурге) — российская волейболистка сидя, игрок «ЦСП-Крылатское»; чемпионка мира 2018 года в составе женской сборной России, чемпионка Европы 2017 и 2019 годов. Заслуженный мастер спорта России (2018).

## Биография
Ольга начинала карьеру в обычном волейболе, играя пять лет за команды, но после серьёзной травмы перешла в волейбол сидя. Выступает за московский клуб «ЦСП-Крылатское». Студентка Университета имени Лесгафта (специальность «Физическая культура для лиц с отклонениями в состоянии здоровья»). В составе женской российской сборной стала серебряным призёром чемпионата Европы 2015 года, выиграла чемпионаты Европы 2017 и 2019 годов, а также чемпионат мира 2018 года. Также является бронзовым призёром чемпионата мира 2014 года. За победу на чемпионате мира 2018 года удостоена звания Заслуженного мастера спорта России.